# Louis de Rohan
Louis René Édouard de Rohan, prins av Rohan-Guéménée, född den 25 september 1734 i Paris, död den 16 februari 1803 i Ettenheim, var en fransk kardinal.
Rohan utnämndes vid unga år till koadjutor hos sin farbror Louis Constantin, biskop i Strasbourg, och blev 1761 ledamot av Franska akademien, utan att ha genom någon litterär verksamhet förtjänat denna ära. År 1772 avgick han som ambassadör till Österrike, varifrån han 1774 rappellerades på Maria Teresias begäran, blev kungens storallmoseutdelare 1777, kardinal 1778 och biskop i Strasbourg 1779.
Rohan hade en okuvlig smak för galanta äventyr och utvecklade en så ytterlig lyx, att hans inkomster (2 ½ miljoner livres årligen) aldrig förslog. En föga god ryktbarhet vann han som en av de främst inblandade personerna i halsbandsprocessen 1785–1786. Sedermera valdes han till medlem av nationalförsamlingen, vägrade avlägga ed på prästerskapets civilkonstitution och slog sig 1791 ned i den inom Tyskland belägna delen av sitt stift samt förstärkte därifrån emigranternas armé. Vid konkordatets antagande (1801) nedlade han sitt biskopsämbete.